# Anarquisme sintetista
L'anarquisme sintetista o síntesi anarquista és una tendència sobre la pràctica política dins de l'anarquisme que s'emmarca dins de l'organització específica. Implica l'admetre dins de si totes les persones i o organitzacions que s'identifiquen com anarquistes, una síntesi, no importa l'escola dins de l'anarquisme en la qual s'hi identifiquin. Aquest corrent organitzativa està entre les de major acollida dins de l'anarquisme, ja que sol ésser considerada políticament seriosa i a més pluralista.
És la principal versió organitzativa de l'anarquisme sense adjectius tot i que inclinada vers l'anarcosocialisme, mentre que l'anarquisme sense adjectius és una línia ideològica, la síntesi planteja més concretament com atènyer associacions anarquistes on tot i les particularitats de cada integrant i de les diferents tendències es pugui arribar a actuar en conjunt i tenir una mateixa agenda programàtica. Els seus dissenyadors i proponents més destacats foren Sébastien Faure i Volin.

## Un pla d'organització anarquista
Usualment s'ha trobat en contraposició a la tendència del plataformisme la qual s'adhereix a la Plataforma Organitzativa per una Unió General d'Anarquistes (esbós) de Nestor Makhno. Aquesta sol emfatitzar una unitat usualment sota el nom de l'"anarco-comunisme" (tot i que no precisament inclou el pensament de tots els comunistes libertaris) i requereix l'adhesió de tots els militants a ella. Aquesta proposta va rebre ja les crítiques als anys vint per l'anarquista italià Errico Malatesta.
Un pla d'organització anarquista és un article publicat al periòdic llibertari "Il Risveglio" (Ginebra, octubre de 1927) que va escriure Errico Malatesta, criticant la Plataforma Organitzativa per una Unió General d'Anarquistes redactada per Piotr Arshinov i editada pel grup d'exiliats russos Dielo Truda, que liderava Nestor Makhno.
Allà Malatesta, que sempre havia estat un gran defensor que els anarquistes actuessin de forma organitzada, afirmava que la Plataforma d'Arshinov, "en lloc de crear entre els anarquistes un major desig d'organització, semblava haver estat formulada per al designi exprés de reforçar el prejudici en aquells camarades que creuen que l'organització significa la submissió a líders i pertinença a una institució centralitzada, autoritària, que ofega tota lliure iniciativa.".
També considerava un error, una mica impracticable i ni tan sols desitjable, intentar reunir tots els anarquistes en una única organització, a l'estil d'un partit. Segons Malatesta la forma organitzativa que s'esbossa a la Plataforma es contradiu als principis i mètodes anarquistes, i en estar en contradicció fins i mitjans, l'organització plataformista finalitza essent autoritària, distorsionant-hi l'esperit de l'anarquisme i produint-hi un resultat no anarquista. Malatesta era crític a què l'organització tingués una direcció politicoideològica per un comitè executiu, que delinearia la tàctica general de la Unió, i que portaria les masses a la revolució. També era crític als conceptes de responsabilitat col·lectiva, disciplina, principi de majories, comitè executiu, direcció ideològica, unitat tàctica, en pos de l'eficàcia i l'efectivitat de les organitzacions anarquistes.

## La FAI italiana i la Internacional de Federacions Anarquistes
Malatesta així trobava que el plataformisme subordinava fins a mitjans. Degut a això proposava aquest tipus d'organització com a alternativa a l'opció plataformista. Aquesta línia fou la que va seguir la Federació Anarquista Italiana quan anà vers la clandestinitat dins del govern de Mussolini. Quan finalitzà la Segona Guerra Mundial començà a reeditar el periòdic que Malatesta havia fundat, "Umanità Nova" (Nova Humanitat).
La Internacional de Federacions Anarquistes (IFA) és una organització específica anarquista de caràcter transnacional fundada el 1968 a Carrara, Itàlia, participant-hi les tres federacions existents en aquell moment a nivell europeu: Federazione Anarchica Italiana (Itàlia), Fédération Anarchiste (França) i Federació Anarquista Ibèrica (Espanya i Portugal), a la que se sumà la Federació de Bulgària,en l'exili francès. Aquesta aglutina federacions anarquistes de caràcter sintetista a nivell global.